# 米达尔·什图拉
米达尔·什图拉（1904年—1963年），阿尔巴尼亚党和国家领导人。阿尔巴尼亚人民议会主席、部长会议副主席、阿尔巴尼亚民主阵线全国委员会副主席、地拉那医学院院长。

## 生平
1904年生于科尔察。1925年在科尔察的中学毕业后，在波格拉德茨、比利什特等地求学。1928年至1933年在法国图卢兹大学兽医学院深造。1933年至1941年在都拉斯区兽医所工作。1946年人民共和国成立后在政府任职。1958年当选阿尔巴尼亚人民议会主席。1963年12月20日早晨因血管梗塞逝世。